# Рјоморо Басо (Терамо)
Рјоморо Басо (итал. Riomoro Basso) је насеље у Италији у округу Терамо, региону Абруцо.
Према процени из 2011. у насељу је живело 22 становника. Насеље се налази на надморској висини од 105 м.